# Habenaria nicholsonii
Habenaria nicholsonii är en orkidéart som beskrevs av Robert Allen Rolfe. Habenaria nicholsonii ingår i släktet Habenaria och familjen orkidéer. Inga underarter finns listade i Catalogue of Life.